# Thomas Clarke Rye

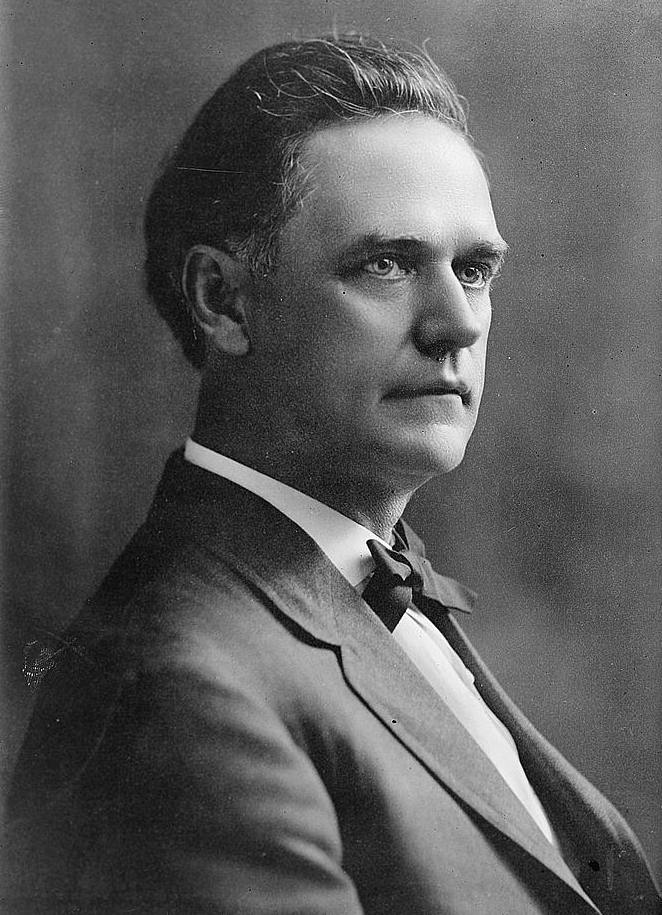
Thomas Clarke Rye.

Thomas Clarke "Tom C." Rye, född 2 juni 1863 i Benton County, Tennessee, död 12 september 1953 i Paris, Tennessee, var en amerikansk demokratisk politiker. Han var guvernör i delstaten Tennessee 1915-1919.
Rye studerade juridik i Charlotte, North Carolina och inledde 1884 sin karriär som advokat i Tennessee. Han gifte sig 1888 med Betty Arnold. Paret fick två barn.
Rye besegrade ämbetsinnehavaren Ben W. Hooper i 1914 års guvernörsval i Tennessee. Rye förespråkade alkoholförbud i sin kampanj och han fick stöd av tidigare guvernören Malcolm R. Patterson som hade ändrat sin åsikt i alkoholfrågan. Rye omvaldes två år senare.
USA:s inträde i första världskriget sammanträffade med Ryes tid som guvernör i Tennessee. Över 80 000 soldater från Tennessee tjänstgjorde i USA:s försvarsmakt under kriget.
Ryes grav finns på Maplewood Cemetery i Paris, Tennessee.